# Глобозид
Глобози́ды — тип гликосфинголипидов, молекулы которых содержат более чем один углевод в качестве боковой цепи (или радикала) церамида. Углеводы, входящие в боковую цепь, обычно сочетают N-ацетилнейраминовую кислоту, D-глюкозу или D-галактозу. Гликосфинголипиды, в состав боковой цепи которых входит только один углевод называется цереброзиды.
В процессе метаболизма, боковые цепи глобозидов могут быть расщеплены ферментами (галактозидазой или глюкозидазой). Генетически детерминированный дефицит или дефект α-галактозидазы ведёт к развитию симптомокомплекса болезни Фабри — наследственному заболеванию из группы лизосомных болезней накопления, которое характеризуется накоплением в клетках глобозида и Глоботриаозилцерамид. А дефект β-Гексозаминидаз A и Б является причиной развития болезни Сандхоффа — накоплением ганглиозида GM2 и глобозида. 